# Esselte-huset

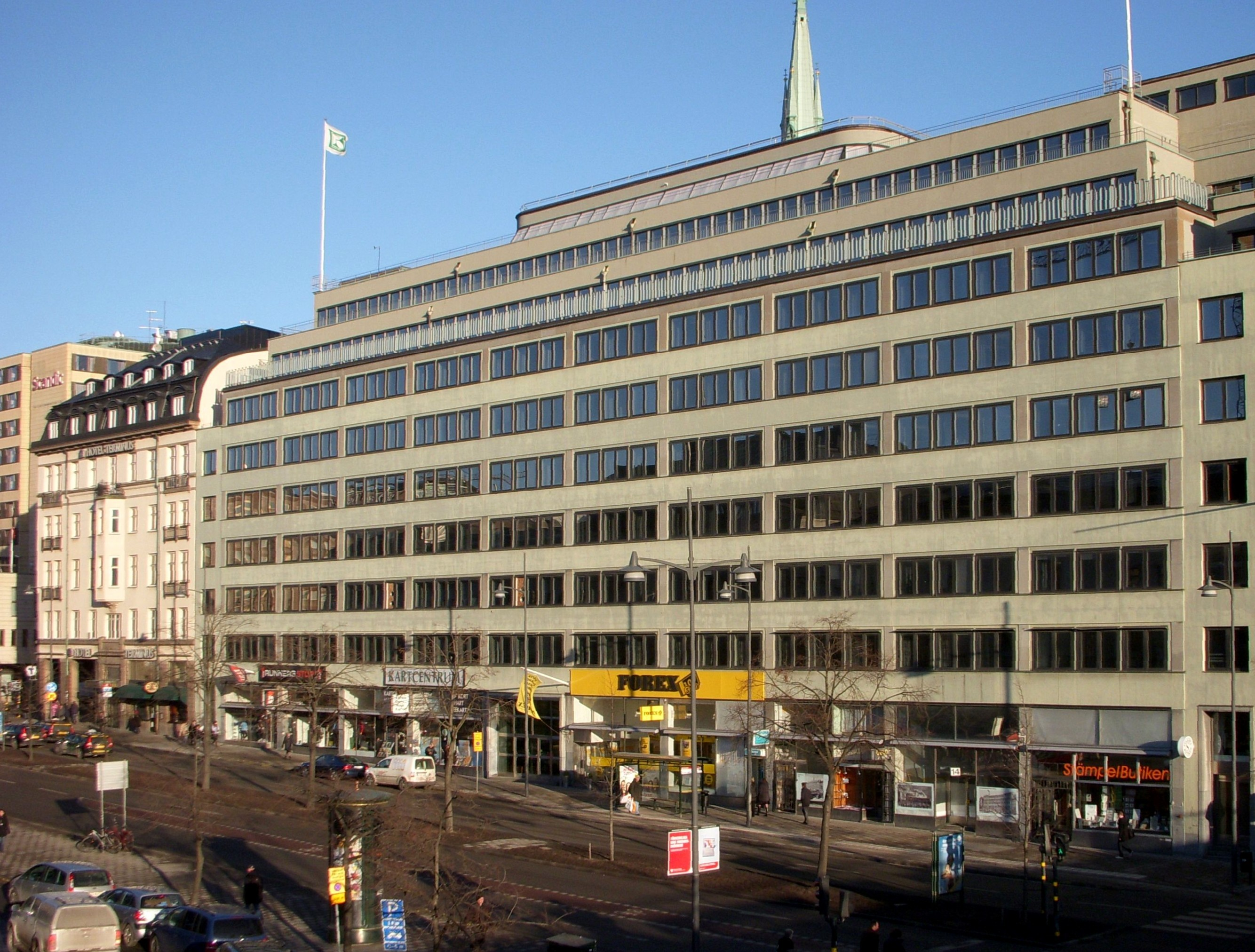
Esselte-huset mot Vasagatan, 2009

Esselte-huset är en byggnad på Norrmalm i Stockholm, belägen vid Centralplan mittemot Centralstationen, med adress Vasagatan 14–18.

## Historik

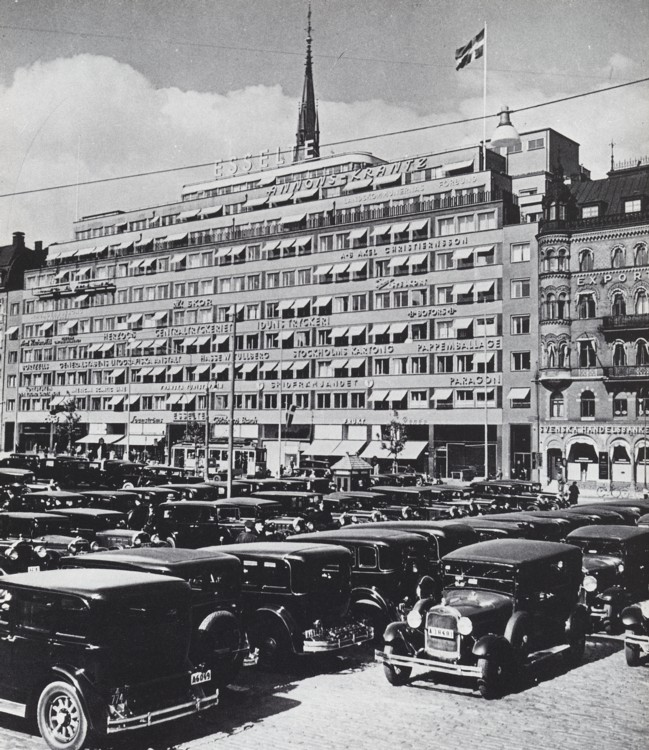
Esselte-huset 1937

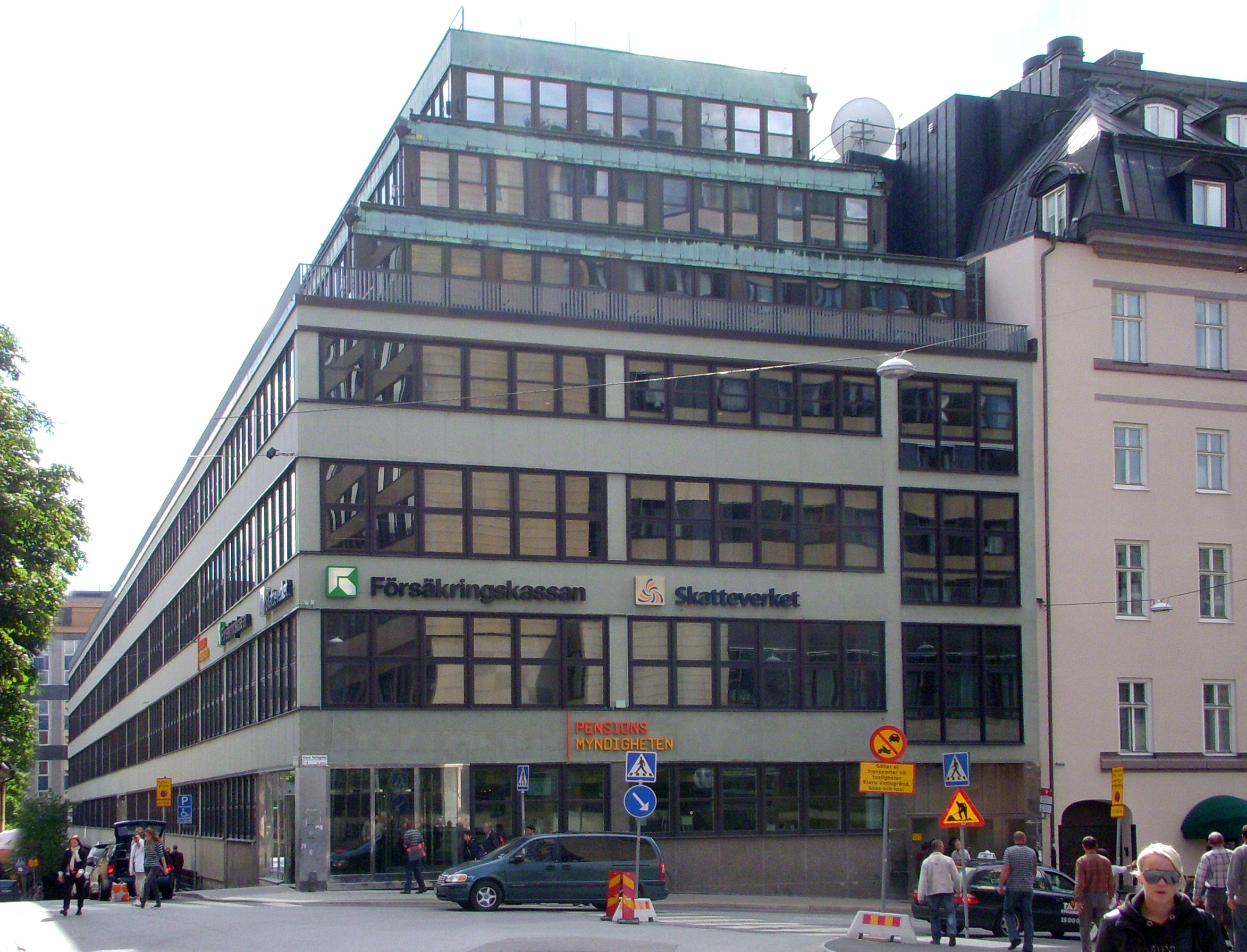
Fasad mot Klara västra kyrkogata, 2010

Esselte-huset byggdes åren 1928–1934 efter arkitekt Ivar Tengboms ritningar; en viktig medarbetare var den unge Nils Ahrbom. Beställare var förlaget Esselte som skulle nyttja byggnaden som kontor och tryckeri. Kontorshuset ligger mot Vasagatan och industridelen, där tryckerierna låg, ligger mot Klara västra kyrkogata. Esselte-huset räknas till ett av funktionalismens huvudverk i Stockholm.
Byggnaden restes på platsen för det gamla Centraltryckeriet och består av sju våningar samt tre avtrappade, indragna våningar högst upp, i bottenvåningen finns butiker. Mitt i huset fanns stora varuhissar och två trapphus för personalen. Iögonfallande är den ljusa betongfasaden med sina långa fönsterband, där väggpartiet mellan fönsterbanden nyttjades under många år för omfattande ljusreklam (se Esseltehusets skyltar). Ursprungligen hade alla fönstren markiser som lättade upp det något monotona intrycket.
Våningsplanen bärs upp av betongklädda stålpelare, det gör det möjligt att lätt kunna flytta om väggarna, ett krav från den ursprungliga byggherren. Huset är nästan 50 000 kvadratmeter stort och det kostade 9,8 miljoner kronor att bygga.
I samband med inflyttningen 1933 bildades Esselte AB som en del i koncernen SLT. Till det nya huset och Esselte sammanfördes tolv av SLT-företagen i Stockholm, nämligen Centraltryckeriet, P. Herzog & söner, Generalstabens litografiska anstalt, Börtzells Tryckeri, Iduns tryckeri, Hasse W. Tullberg, Paragon, Stockholms Kartong & Litografiska ab, Pappemballage, P. A. Norstedt & Söner, Kartografiska institutet och Esselte Reklam. I huset inrymdes också Slt-koncernens huvudkontor.
År 1972 köpte Försäkringskassan huset och lät bygga om det för närmare 50 miljoner kronor, arkitekt A4 arkitektkontor. Mycket förändrades och bara trapphusen och hissarna inomhus såg ut som de gjorde innan. Under 1980-talet byttes fönstren ut och reklamskyltarna på huset togs bort. Åren 2005–2008 ägde Statens fastighetsverk byggnaden, men sedan i april 2008 ägs fastigheten istället av Vasakronan.
I sin strama funkis-arkitektur påminner Esselte-huset mycket om en annan av Tengboms byggnader i Stockholms city, Citypalatset vid Norrmalmstorg, byggt 1930–1932.
Våren 2014 flyttade Försäkringskassan till Telefonplan. En omfattande renovering och ombyggnad av byggnaden pågår fram till 2018. Från 2016 började nya hyresgäster som KPMG, Accando och kontorshotellet Convendum flytta in.
Byggnaden har fått namnet Klara C fortsättningsvis.

## Bilder

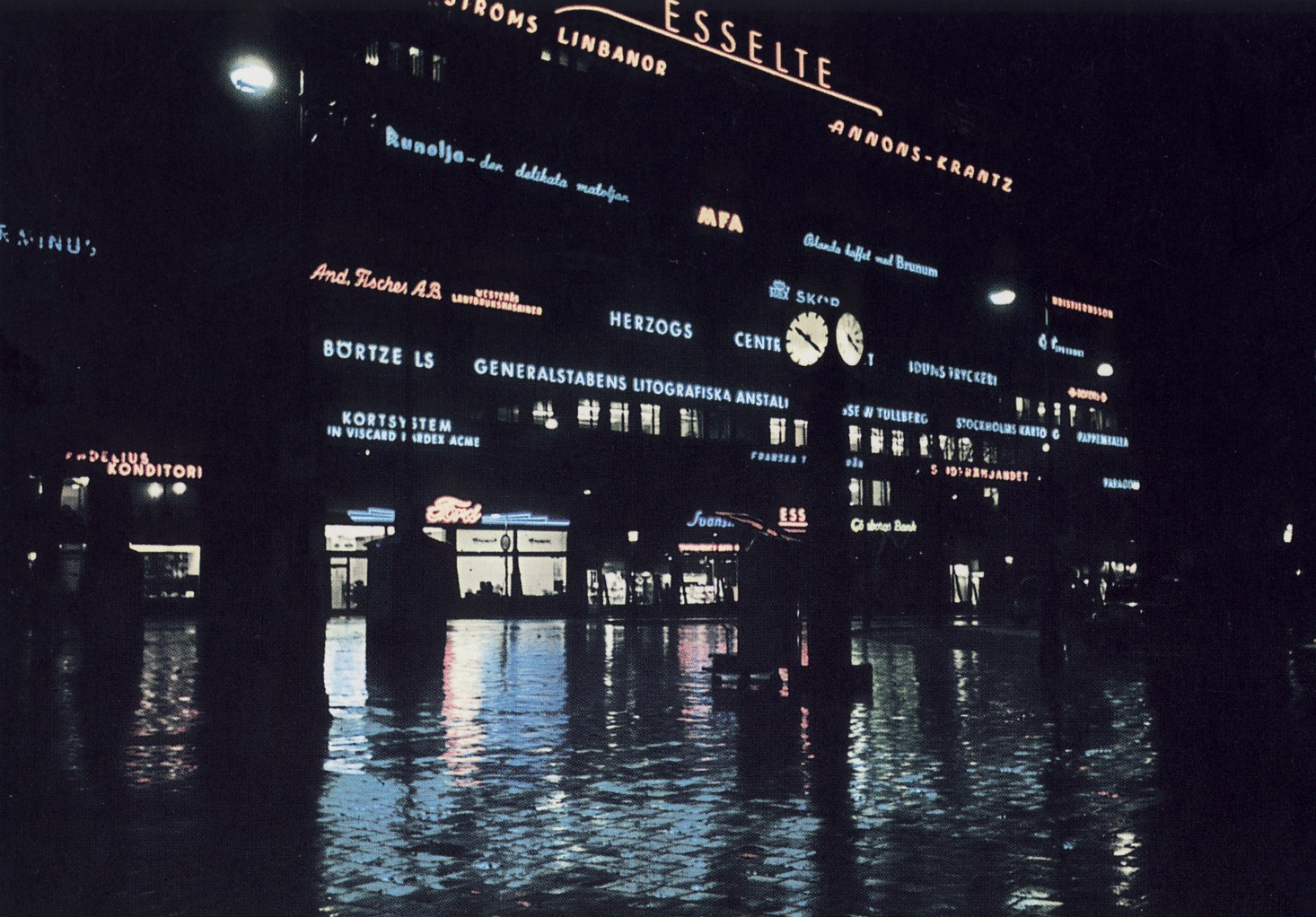
Esselte-huset på kvällen 1945
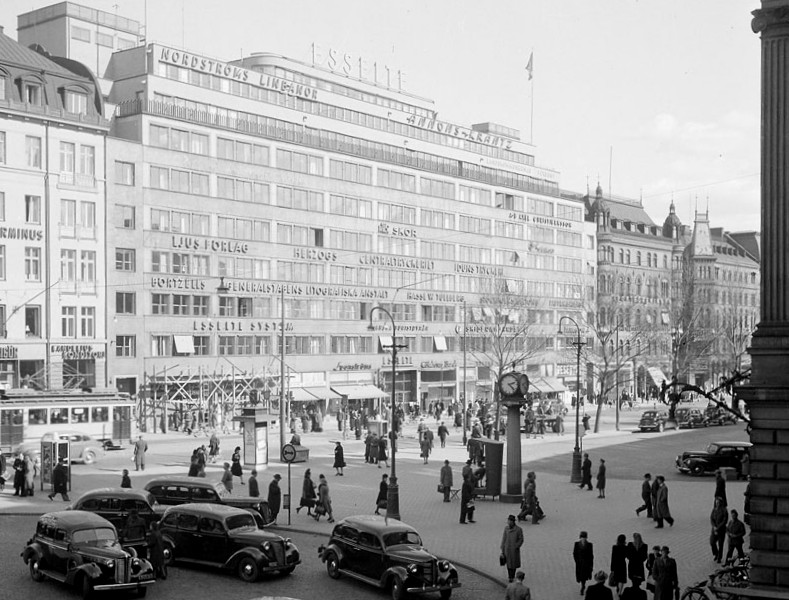
Centralplan och Esselte-huset 1946
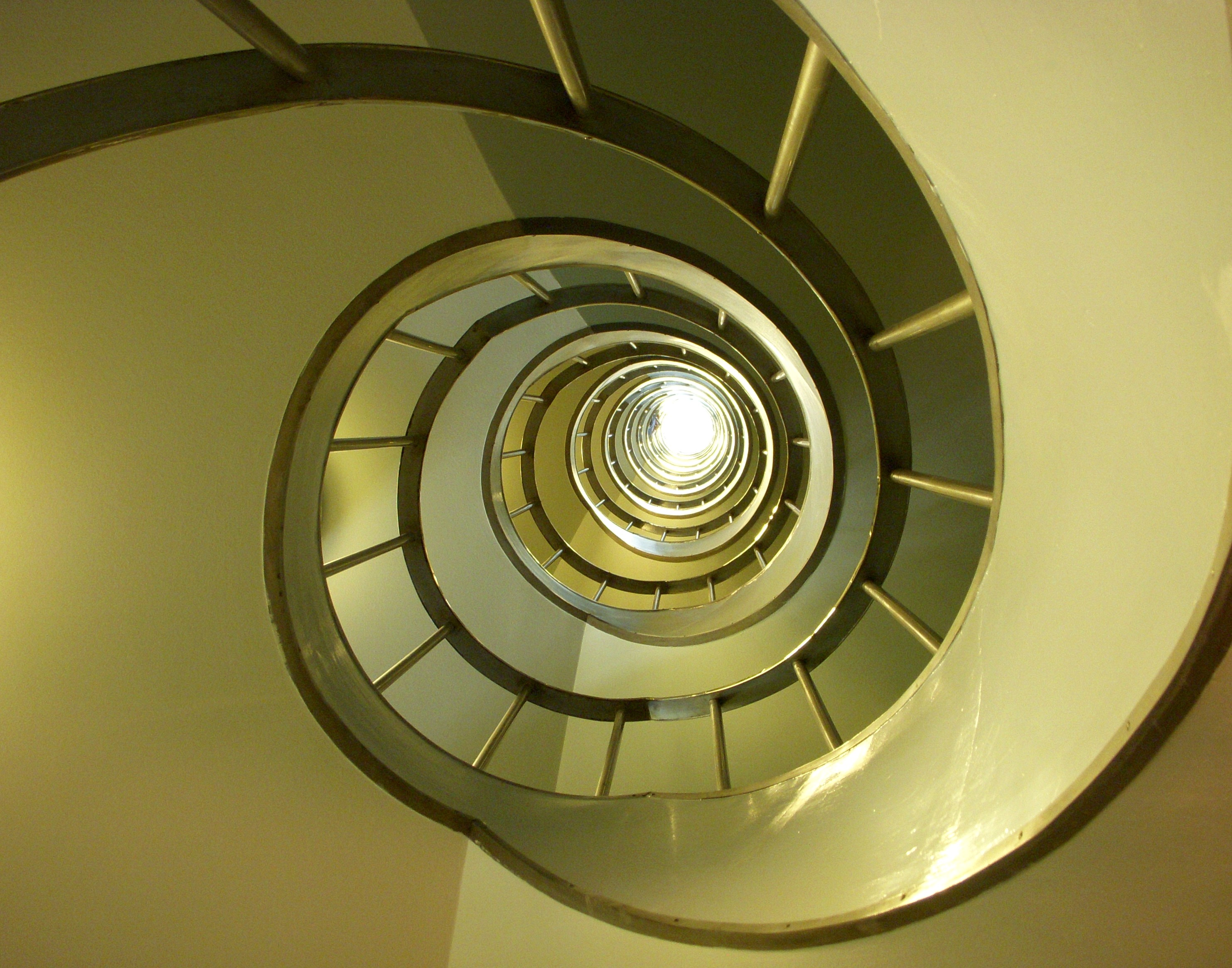
Tengboms spiraltrappa 2009
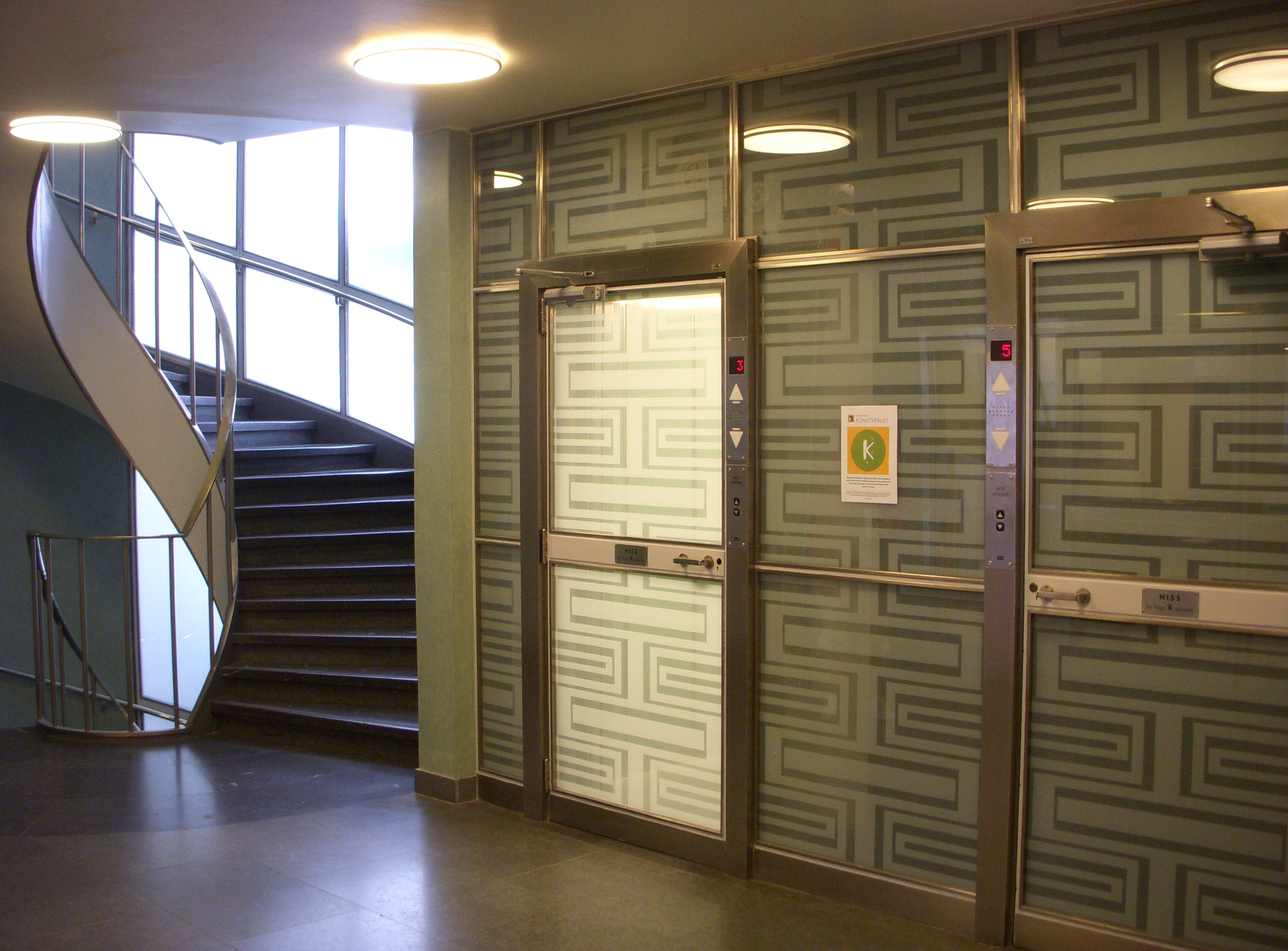
Hissfront och trappa 2010